# André Jacowski
André Jacowski (* 5. Dezember 1922 in Wiatowice/Polen als Andrzej Żakowski; † 20. April 2002 in Reims) war ein französischer Fußballspieler.

## Die Vereinskarriere
Der in Polen nahe Krakau geborene Außenverteidiger kam 1945, kurz nach der Befreiung Frankreichs, zu Stade de Reims, das in der ersten Nachkriegssaison (1945/46) vom französischen Fußballverband FFF wegen seiner guten Leistungen während der „Kriegsmeisterschaften“ in die Division 1, Frankreichs höchste Profiliga, aufgenommen wurde. Über Jacowskis Werdegang bis dahin ist relativ wenig bekannt; er hatte einige Zeit beim Amateurklub Arago Sport Orléanais verbracht, der aus der katholischen Sportbewegung (FGSPF) stammt und – wie andere Vereine mit kirchlichen Wurzeln auch – für viele polnische Einwanderer und Kriegsflüchtlinge (auch solche der zweiten oder dritten Generation) eine kulturell vertraute sportliche Heimat bot.
In Reims setzte Spielertrainer Henri Roessler den Neuling in den ersten beiden Jahren immer dann ein, wenn die „alten Haudegen“ Daniel Prince und Pradel kleine Schwächen zeigten; André Jacowski bestritt so immerhin gut ein Drittel der Ligaspiele. Ab der Saison 1947/48 wurde er dann Stammspieler auf der rechten Abwehrseite und blieb dies die nächsten fünf Jahre.
Die Mannschaft von Stade hatte in wesentlichen Teilen bereits das Gesicht, das sie ab 1949 zu dem französischen und dann auch europäischen Spitzenteam werden ließ, und Jacowski hatte daran wesentlichen Anteil. Vor Torhüter Paul Sinibaldi (ab 1948) stand eine sichere Abwehr mit Mittelläufer Jonquet und dem Verteidigerpaar Jacowski/Marche; die Außenläufer Penverne (ab 1948) und Petitfils im von Reims bevorzugten WM-System waren eher offensiv ausgerichtet, und der Sturm war mit der Fünferreihe Batteux (ab 1950 Trainer des Teams) – Bini – Pierre Sinibaldi – Prouff – Flamion besetzt. Bini, Sinibaldi und Flamion alleine brachten es in den beiden Spielzeiten 1947/48 und 1948/49 zusammen auf 99 Ligatreffer.
Sieben hauptsächlich nach vorne orientierte Spieler sorgten für eine enorme Durchschlagskraft, führten aber oft auch zu etlichen Gegentoren; 1:0 war demzufolge kein typisches Ergebnis der Rot-Weißen aus der Champagne.
Im Sommer 1949 gewann André Jacowski den ersten Meistertitel mit dem Verein, ein Jahr später kam der erste Pokalsieg hinzu. Bis 1952 folgten dann zwei vierte Tabellenplätze und der Verteidiger war in praktisch allen Begegnungen dabei. Außerdem wurde er, der inzwischen Staatsbürger seiner neuen Heimat geworden war, zweimal in die französische Fußballnationalmannschaft berufen. Die Saison 1952/53 brachte dann einen neuen Höhepunkt für den Klub, der seinen zweiten Meistertitel und dazu erstmals die Coupe Latine gewann – für Jacowski hingegen war dieses Jahr eine einzige Enttäuschung: er trug in lediglich zwei Ligaspielen das Trikot seiner Elf und fand auch in den Spielen gegen Valencia und Milan um den Vorläufer des Europapokals keine Berücksichtigung. Schuld daran war eine langwierige Verletzung, die dem jungen Simon Zimny zu einer unverhofften Chance verhalf, die dieser zur Zufriedenheit von Trainer Batteux nutzte. Der Verein stellte sich dann dem Wunsch der langjährigen Nummer 2 nach einer Freigabe für einen anderen Klub nicht in den Weg.
So wechselte Jacowski 1953 zu RC Paris, der allerdings gerade in die zweite Liga abgestiegen war und auch mit dem Ex-Rémois den sofortigen Wiederaufstieg verpasste. Anschließend spielte dieser noch bei einem Amateurverein aus Fougères, kehrte später nach Reims zurück und verstarb dort 79-jährig.

### Stationen
- Arago Sport Orléanais (vor/bis 1945)
- Stade de Reims (1945–1953)
- Racing Club de Paris (1953/54)
- Fougères

## Der Nationalspieler
Im April und Mai 1952 bestritt André Jacowski zwei Länderspiele für die Équipe Tricolore. Aber obwohl Frankreich beide Spiele gewann und der Reimser Rechtsverteidiger dabei eine ansehnliche Leistung bot, verhinderte die anschließende Verletzung auch in diesem Kreis eine Fortsetzung seines Erfolgsweges.

## Palmarès
- Französischer Meister: 1949, 1953
- Französischer Pokalsieger: 1950
- 190 D1-Einsätze, 2 Tore
- 2 A-Länderspiele